# 七聖人教堂

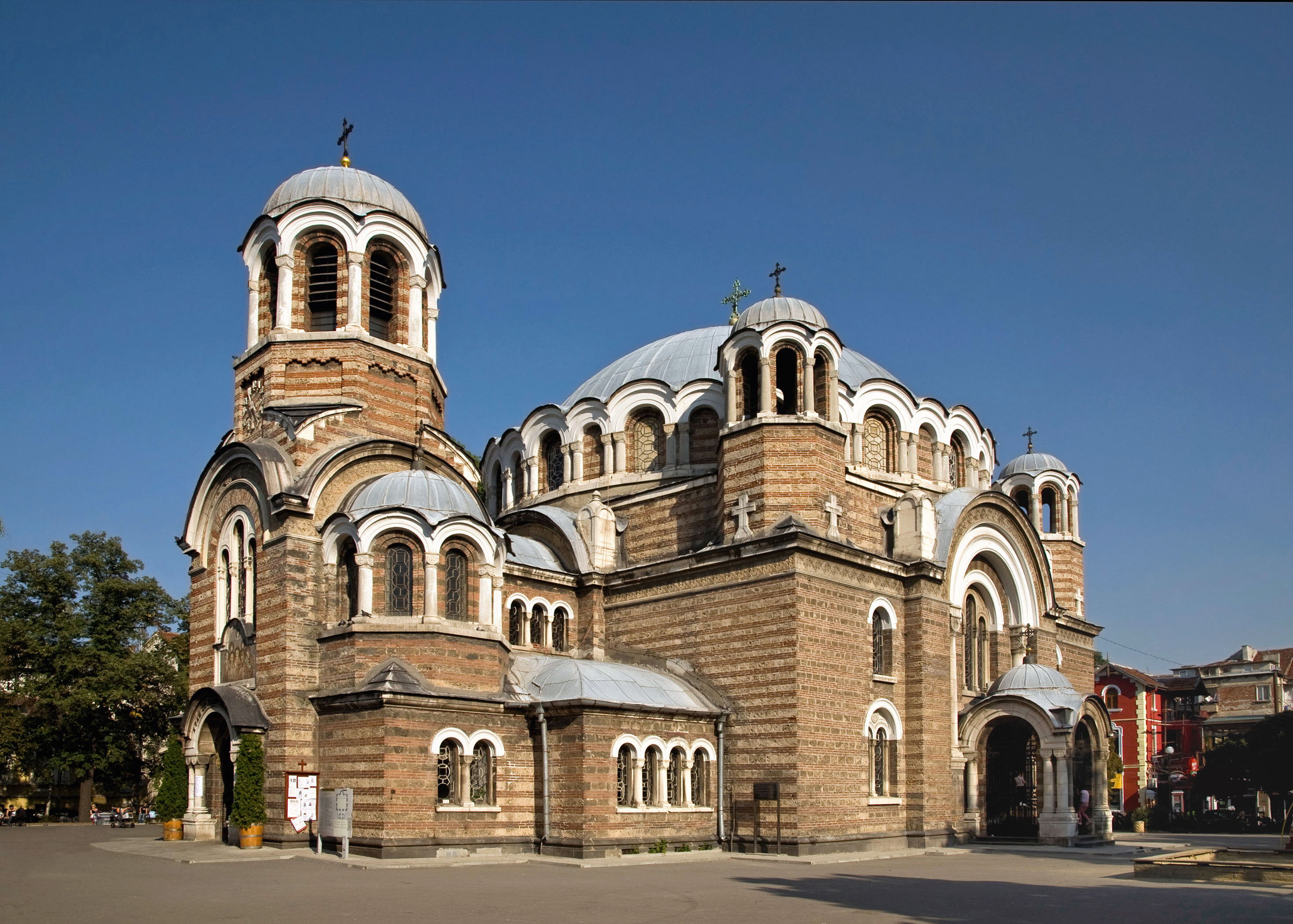
七聖人教堂

七聖人教堂是位於保加利亞首都索菲亞的一座保加利亞正教會的教堂，教堂修建於1901年至1902年期間，之前曾是一座廢棄的清真寺。1903年7月27日教堂正式竣工。但內部的裝飾直到1996年才全部完成。